# Кані-Мансур (средньовічний рудник)
Кані-Мансур — середньовічний рудник в районі Карамазару (Таджикистан). Тут вели розробку багатих жильних покладів срібно-свинцевих руд.

## Опис
Родовище складено вулканічними породами, що утворювали північно-західне крило Алмалисайської антикліналі. Всі рудні тіла тут залягають в зонах тектонічних порушень у формі жил, невитриманих по товщині, з частим роздуттям і затисненням, що робить характерними поклади у вигляді рудних лінз та штокверків. Проведена металометрія породних зразків, отриманих з давніх експлуатаційних виробок, свідчить про вміст срібла від 0,18 до 1,24 кг/т. Імовірно, що в раніше видобутих рудних тілах ці покажчики були ще більшими.
Першим з європейських дослідників на рудник Кані-Мансур звернув увагу спелеолог І. Кастаньє (початок XX ст.). З часом було виявлено дві складові частини рудника — величезну витягнену западину (так званий «великий кар'єр») та підземну «головну камеру» (пізніше в східній частині гори були виявлені численні виробки відносно невеликих розмірів). Виробки Кані-Мансура справедливо вважають одними з найбільших для свого часу. «Великий кар'єр» має форму відкритої щілини (траншеї), що простяглася на 350 м при максимальній ширині до 50 м і глибині до 60 м. Борта кар'єру місцями опрацьовані вибоями невеличких виробок; з донної частини проведені видобувні стволи та штольні, які кріпилися дерев'яними рамами (їх рештки виявлені дослідниками).
У східній частині кар'єр переходить у «головну камеру», яка є системою багатоповерхових камерних порожнин, що об'єднані спільним устям, загальною довжиною до 125 м, шириною до 75 м й висотою — до 50 м. Виокремлюють шість камерних виробок, найбільша з яких сягає в довжину 60 м при широкості близько 50 м. Зараз вона є обрушеною, причому зміщення породного масиву при завалі розкрило нові виробки з дерев'яним кріпленням.
В районі Кані-Мансурського рудного поля виявлено декілька сотень невеликих виробок, представлених траншеями, шурфами та штольнями. Частина з них виконували роль розвідувальних, що іноді переходили у видобувні. У виробках і навколо знайдено значну кількість знарядь праці гірників: залізні кайла й долота, кам'яні молоти (у формі зрізаної піраміди), товкачі, платформи, жорнова для збагачення руд. Окремі ділянки виробок зберегли рамне дерев'яне кріплення . Устя вертикальних стволів облаштовували масивними дерев'яними окладами. Руду підіймали на поверхню за допомогою коловорота, використовуючи шкіряні мішки. Об'єм давніх гірничих робіт на руднику Кані-Мансур склав близько 500 тис. м3, було видобуто до 1,35 млн т руди, з якої витоплено 240 т чистого срібла.
У межах рудника збереглися рештки середньовічного поселення гірників IX — XI ст., яке було повністю розкрите археологічними розкопками. Поселення включало житлові та господарські помешкання, включно з кузнею й горнами відкритого типу. Вирізняються будівлі суспільного призначення, адміністративного характеру. На центральну вулицю виходило устя головного вертикального ствола, який забезпечував спуск гірників у підземні виробки. Таким чином, можна говорити про потужну базу гірників-металургів Кані-Мансура, яка існувала протягом кількох століть.